# Chespirito y sus canciones: no contaban con mi astucia
Chespirito y sus Canciones: ¡No Contaban con mi Astucia! é o álbum de estreia do ator e cantor mexicano Roberto Gómez Bolaños, lançado em 1976 pela gravadora Fontana Records. Todas as canções do álbum foram escritas por Bolaños e todas elas são relacionadas aos seus personagens El Chavo, El Chapulín Colorado e Dr. Chapatín.

## Faixas
| N.º            | Título              | Compositor(es)        | Intérprete(s)        | Duração |  |
| 1.             | "El Chapulín"       | Roberto Gómez Bolaños | El Chapulín Colorado | 2:56    |  |
| 2.             | "Hermano Francisco" | Gómez Bolaños         | El Chavo             | 2:43    |  |
| 3.             | "La Juguetería"     | Gómez Bolaños         | El Chavo             | 4:07    |  |
| 4.             | "Los Astronautas"   | Gómez Bolaños         | Gómez Bolaños        | 2:58    |  |
| 5.             | "La Ciruela Pasa"   | Gómez Bolaños         | Dr. Chapatín         | 2:28    |  |
| 6.             | "Payasos"           | Gómez Bolaños         | Gómez Bolaños        | 2:22    |  |
| 7.             | "Óyelo Escúchalo"   | Gómez Bolaños         | El Chavo             | 1:53    |  |
| 8.             | "La Carcachita"     | Gómez Bolaños         | El Chavo             | 2:11    |  |
| 9.             | "La Gallinita"      | Gómez Bolaños         | Gómez Bolaños        | 1:47    |  |
| 10.            | "Un Año Más"        | Gómez Bolaños         | El Chavo             | 2:31    |  |
| Duração total: | Duração total:      | Duração total:        | Duração total:       | 23:56   |  |

## Histórico de lançamentos
O álbum foi lançado também em outros países da América Latina onde as séries El Chavo del Ocho e El Chapulín Colorado, protagonizados por Bolãnos, também eram transmitidas, porém sob o selo Philips Records. Na Argentina, foi lançado em 1979 sob o nome de El Chapulín Colorado y sus Canciones: ¡No Contaban con mi Astucia!.
| País      | Data           | Formato    | Gravadora                       | Ref.  |
| --------- | -------------- | ---------- | ------------------------------- | ----- |
| México    | Agosto de 1976 | LP cassete | Fontana Records Polydor Records | [ 1 ] |
| Venezuela | 1976           | LP cassete | Philips Records                 | [ 1 ] |
| Colômbia  | 1977           | LP cassete | Philips Records                 | [ 1 ] |
| Argentina | 1979           | LP cassete | Philips Records                 | [ 1 ] |